# Takeo Miki
Takeo Miki (jap. 三木 武夫 Miki Takeo; ur. 17 marca 1907 w wiosce Gosho (ob. Awa) w prefekturze Tokushima, zm. 14 listopada 1988 w Tokio) – japoński polityk, premier Japonii w latach 1974-1976.

## Życiorys
Był politykiem Partii Liberalno-Demokratycznej, a w latach 1974–1976 jej przewodniczącym. W latach 1966–1968 był ministrem spraw zagranicznych. Od 1972 do 1974 był wicepremierem, a od grudnia 1974 do grudnia 1976 roku premierem.